# Eutelia pyrospila
Eutelia pyrospila là một loài bướm đêm trong họ Noctuidae.